# Strategic Conquest
Strategic Conquest ist ein klassisches Strategiespiel für zwei Spieler, das auf dem Apple Macintosh läuft. Es gehört zur Gruppe der Empire-Spiele. Ähnlich wie zum Beispiel beim Schachspiel wechseln sich die Spieler bei ihren Spielaktionen ab. Im Spiel geht es darum, mittels moderner Kriegsführung seinen Gegner – der ein Mensch oder der Computer sein kann – zu besiegen und die Landkarte zu erobern. Strategic Conquest kann auch über ein AppleTalk-Netzwerk gespielt werden.
Das Spielfeld besteht aus einem rechteckigen Raster, welches aus Ozeanen und zufällig angeordneten Inseln besteht. Diese Inseln besitzen Städte, welche Armeeeinheiten produzieren und somit für den Spielverlauf wichtig sind. Das Spiel ist vorüber, sobald der Gegner aufgibt oder wenn alle gegnerischen Städte erobert sind.

## Spiel
Jeder Spieler beginnt mit einer eigenen, "schwarzen" Stadt, während noch alle anderen Städte neutral bzw. "grün" sind (gegnerische Städte und Einheiten sind rot). Städte auf dem Land können Panzer und Flugzeuge herstellen, während Hafenstädte auch Schiffe produzieren.
Zunächst ist die ganze Spielkarte in noch unerforschtem Zustand – man kennt also die Geografie der Umgebung gar nicht, denn nur die acht Spielfelder rings um die Startstadt sind "aufgedeckt". Als erstes werden die Spieler ihre Umgebung erkunden, um so auf möglichst schnellem Weg die noch neutralen Städte der Insel zu erobern. Ist eine Stadt dann erobert worden, kann der Spieler wählen, was in dieser hergestellt werden soll. Diese vorläufige Wahl kann aber jederzeit geändert werden.
Ein "fog of war" (Kriegsdunst) verhindert, dass man die gegnerischen Truppen zu schnell feststellt – man bekommt den Gegner erst zu Gesicht, wenn er sich auf einem angrenzenden Spielfeld befindet. Sucht man die gegnerische Einheit nicht an jedem Spieltag auf – zum Beispiel mit Flugzeugen – so verschwindet sie wieder in der Unkenntnis.
Man kann Einheiten spezielle Befehle geben, wie zum Beispiel "Position halten" oder "Zufällige Bewegungsrichtung"; diese Befehle gelten bis auf Widerruf (d. h. über mehrere Spieltage). Dies kann sehr sinnvoll sein, zum Beispiel ein Zerstörer durchkreuzt dann den ganzen Ozean, bis er auf einen Gegner trifft. Ein Spieltag ist dann zu Ende, wenn alle Einheiten des Spielers Anweisungen erhalten haben.

## Die Einheiten
Alle Einheiten können sich pro Spieltag eine gewisse Anzahl Felder weit bewegen, und alle Einheiten verfügen über verschiedene Kampfstärken. Bei Angriffen muss man die geeignete Truppengattung auswählen – trotz gleichem "strength" (Kampfkraft) ist ein U-Boot sehr viel geeigneter zum Bekämpfen eines Schlachtschiffes als ein Zerstörer; denn das Spiel orientiert sich durchaus an realen Kriegsverhältnissen. Es braucht auch unterschiedliche Zeitspannen, um die entsprechende Einheit herzustellen. Eine kurze Übersicht:
| Einheit         | Züge pro Spieltag                | Herstellungsdauer in Spieltagen |
| --------------- | -------------------------------- | ------------------------------- |
| Panzer          | 1                                | 4                               |
| Kampfflugzeug   | 20 (Treibstoff für 20 Spielzüge) | 6                               |
| Zerstörer       | 4                                | 8                               |
| U-Boot          | 3                                | 10                              |
| Transportschiff | 3                                | 10                              |
| Flugzeugträger  | 3                                | 14                              |
| Schlachtschiff  | 3                                | 20                              |
| Bomber          | 10 (Treibstoff für 30 Spielzüge) | variabel                        |

### Armee
Bodentruppen (im Spiel als Panzer dargestellt) bewegen sich pro Spieltag ein Feld weit und können als einzige Städte einnehmen. Über Ozeane müssen sie mit dem Transportschiff bewegt werden. Sie sind sehr verletzlich gegenüber Schlachtschiffen, welche an den Küsten die Bodentruppen beschießen können. Es ist meist ineffizient, Panzer mit Flugzeugen zu bekämpfen.

### Kampfflugzeug
Sie sind dank ihrer großen Reichweite sehr sinnvoll beim Überwachen von Gebieten. Mit Kampfflugzeugen kann man sehr effektiv U-Boote und Bomber vernichten. Bei Bodentruppen und gegnerischen Kampfflugzeugen verliert man leicht mehr Flugzeuge als man gegnerische Einheiten zerstört. Falls eigene Schiffe oder Panzer nicht in Reichweite sind, werden Flugzeuge auch gegen Panzer und Transportschiffe eingesetzt.
Kampfflugzeuge fliegen pro Spieltag 20 Felder weit und können in der Luft "übernachten", wobei sie aber Treibstoff verbrauchen. Will man deren Absturz aus Treibstoffmangel vermeiden, haben sie einen Einsatzradius von 10 Feldern (je zehn für Hin- und Rückflug).

### Transportschiffe
Diese Schiffe sind das einzige Mittel, um Bodentruppen auf andere Inseln zu verfrachten, und da Städte bzw. Inseln schließlich nur mit Bodentruppen eingenommen werden können, ist zur Eroberung von Inseln eine wohlüberlegte Logistik notwendig. Transporter müssen auch gut geschützt werden – die Versenkung eines solchen Schiffes, beladen mit der Maximalzahl von Panzern, vernichtet den kumulativen Effort von vielen Spieltagen.

### Zerstörer
Zerstörer sind die schnellsten Schiffe – sie bewegen sich pro Tag vier Felder weit statt nur drei – und man benötigt sie hauptsächlich, um gegnerische U-Boote, Flugzeuge und Truppentransporter zu zerstören.

### U-Boot
Unterseeboote haben den Zweck, Schiffe (außer Zerstörer und U-Boote) zu versenken. Sie sind verletzlich gegenüber Kampfflugzeugen.

### Flugzeugträger
Manchmal sind Inseln so weit voneinander entfernt, dass für Transferflüge ein Flugzeugträger als Zwischenlandeplatz benötigt wird; oder mittels Flugzeugträgern können Flugzeuge auch mehr als 10 Felder von einer Stadt entfernt operieren. Flugzeugträger sind am verletzlichsten gegenüber U-Booten.

### Schlachtschiffe
Schlachtschiffe sind potente Waffen, um gegnerische Panzer und Schiffe zu zerstören. Sie müssen sich eigentlich nur vor U-Booten und Bombern fürchten.

### Bomber
Bomberflugzeuge spielen eine wichtige Rolle, weil man mit ihnen jegliche gegnerische Truppen zerstören kann. Ihre Produktionszeit und ihr Zerstörungsradius nehmen im Laufe der Spieldauer zu. Bomber sind eigentlich "Bomben", da sie nach dem Angriff nicht wieder zu verwenden sind. Dauerte das Spiel genügend lange an, lassen sich mit einem einzigen Bombenangriff durchaus große Teile einer Insel von gegnerischen Truppen befreien. Bomber zerstören auch eigene Bodentruppen und Schiffe, falls sie sich im Zerstörungsradius aufhalten; und sie machen aus der gegnerischen Stadt eine neutrale.
Bomber werden sehr leicht von allen möglichen Waffengattungen abgeschossen. Dementsprechend kann man auf dem Spielfeld, auf dem der Bomber "übernachtet", zwecks Verteidigung auch mehrere Kampfflugzeuge postieren – oder Bomber sollte man mit dem "Sleep"-Befehl in einer sicheren, vom Feind abgelegenen Stadt bis zum Einsatz lagern.

### Version 4: Helikopter und Artillerie
Zusätzlich zu allen vorhin genannten Truppen ist in der vierten Version des Spieles auch die Herstellung von Helikoptern und Artillerie möglich. Helikopter dienen dann als aggressiv wirkende Flugzeuge, und mittels der Artillerie lässt sich ein größeres Stück Land oder Meeresküste beherrschen von Panzern oder Schiffen freihalten.

## Schwierigkeitsstufen
Die dritte und die vierte Version von Strategic Conquest bieten 15 verschiedene Schwierigkeitsgrade an, falls man gegen den Computer spielt. Sie unterscheiden sich in der Anzahl zur Verfügung stehender neutraler Städte. In einer ersten Stufe der Erschwerung nimmt die Zahl der zu erobernden Städte auf der Heimatinsel ab (das gleiche Produktionsniveau lässt sich dann nur dank der schnellen Eroberung anderer Inseln erhalten); und in den höheren Schwierigkeitsstufen nehmen die Anzahl der neutralen Städte generell ab – so dass sich zum Beispiel die Truppen auf einer Insel bei der Spielfeldmitte treffen; und Nachschub muss von den abgelegenen Randgebieten herangeschafft werden.
Zusätzlich hat der Gegner auf höheren Schwierigkeitsgraden den Vorteil, dass jede Stadt die Truppen innerhalb kürzerer Fristen herstellen kann.

## Spielweise des Computers
Der Computer setzt oft auf eine starke Seestreitmacht, welche sich in zufälliger Art und Weise durch die Ozeane pflügt; und sobald ein Feindkontakt stattfindet, bewegen sich alle seine Schiffe auf diesen Punkt zu. Diese Anmaßung lädt geradezu zu einem ausweichenden Flankenangriff ein.
Ein weiterer Schwachpunkt besteht darin, dass der Computer stets jene Waffentypen herstellt, welche gerade benötigt werden, anstelle zum Beispiel Bomber herzustellen und diese dann später in einem wohlorganisierten Angriff einzusetzen.

## Rezensionen
Das Computerspielemagazin Next Generation vergab noch 1994 für das Update 4.0 des Spieles 4 von 5 Sterne. "So, if you want a strategy game with a low learning curve and plenty of replay value, get this one; we enjoyed it".
Computer Gaming World urteilte in einem Review von William H. Harrington 1987:  "Strategic Conquest Plus is one of those rare games that the author seems committed to improving. With a host of innovative new features and the ability to withstand a billion or so replays, SC+ is certainly worth taking a look at. Just keep the sound down if the boss is around."
Inside Mac Games nominierte Strategic Conquest noch 1996 zum "Game of the Year". Es musste sich allerdings den neuen Echtzeitspielen Command & Conquer und Warcraft II geschlagen geben.